# Maria di Borgogna (1380-1422)
Maria di Borgogna (Digione, settembre 1380 – Thonon-les-Bains, 2 ottobre 1422) fu una principessa borgognona, che fu prima contessa consorte di Savoia, d'Aosta, Moriana e Nizza dal 1401 al 1416, poi duchessa consorte di Savoia dal 1416 fino alla sua morte.

## Origine
Maria, secondo lo storico francese, Samuel Guichenon, nel suo Histoire généalogique de la royale maison de Savoie, era figlia di Filippo II, duca di Turenna, duca di Borgogna e conte consorte di Borgogna (Franca Contea), Artois e Fiandre e della moglie, Margherita III, contessa di Fiandra, di Nevers, di Rethel, di Borgogna e d'Artois ed erede del Ducato di Brabante e del Ducato di Limburgo, che, secondo il Iohannis de Thilrode Chronicon, dal Conte di Nevers (Luigi III), Conte di Rethel (Luigi III), Signore di Malines e Conte di Fiandra, Luigi II di Male (1330–1384), e dalla moglie pretendente dei ducati di Brabante e Limburgo, Margherita del Brabante (1323-1368), figlia del duca di Brabante e Limburgo, Giovanni III, e di Maria d'Évreux, come ci conferma la Oude Kronik van Brabant (non consultata) ed il Trophees tant sacres que profanes de la duché de Brabant ..., Volume 1.
Filippo II di Borgogna, secondo la Chronique des règnes de Jean II et de Charles V. Tome 2, era fratello del re di Francia, Carlo V ed era il quarto figlio maschio del re di Francia, Giovanni II e della prima moglie, Bona di Lussemburgo, figlia di Giovanni I di Boemia ed Elisabetta di Boemia, come ci conferma la Chronique Parisienne anonyme du XIV siècle.

## Biografia
Nel mese di maggio del 1401, ad Arras, Maria aveva sposato il Conte di Savoia, Conte d'Aosta, Ginevra, Moriana e Nizza, Amedeo VIII (1383 – 1451), che, secondo Samuel Guichenon, era l'unico figlio maschio di Amedeo VII, detto il Conte Rosso, Conte di Savoia, d'Aosta e di Moriana, e della moglie, Bona di Berry, che, sia secondo i Documens historiques et généalogiques sur les familles et les hommes remarquables du Rouergue, che secondo Pierre de Guibours, detto Père Anselme de Sainte-Marie o più brevemente Père Anselme, era la figlia terzogenita del duca di Berry e d'Alvernia e conte di Poitiers e Montpensier, Giovanni di Francia (1340 † 1416) e della prima moglie Giovanna d'Armagnac (24 giugno 1346-1387).
Suo marito, Amedeo VIII, riuscì poi ad ottenere dall'imperatore, Sigismondo, la trasformazione della contea in ducato, nel 1416; Sigismondo il 19 gennaio, trovandosi a Chambéry, eresse la contea di Savoia e Piemonte in ducato, come ricompensa alla nobiltà, al valore e alla prudenza dimostrati dal cavaliere Amedeo VIII; il documento di elezione a ducato è datato 19 febbraio 1416, mentre il documento che investe Amedeo VIII titolare del ducato è datato 20 febbraio 1416.
Maria morì a Thonon-les-Bains il 2 ottobre 1422 e fu tumulata nell'Abbazia di Altacomba, ove ancora oggi la sua salma riposa.

## Discendenza
Con il marito, Amedeo VIII, Maria ebbe nove figli:
- Margherita (1405 – 1418)[15]
- Antonio (†1408)[16]
- Antonio (†1409)[16]
- Maria di Savoia (1411-1469), citata nel testamento del padre (dominam Mariam Duchissam Mediolani)[17], andata sposa nel 1427 a Filippo Maria Visconti (1392 – 1447), duca di Milano[18]
- Amedeo (1412 – 1431), principe di Piemonte (1424 – 1431)
- Ludovico (1413 – 1465), citato nel testamento del padre (Dominum loudouicum haeredem universalem)[17], duca di Savoia, conte d'Aosta e di Nizza, principe del Piemonte[15]
- Bona (1415 – 1430)[15]
- Filippo (1417 – 1444), conte di Ginevra[19], citato nel testamento del padre (Dominus Philippum de Sabaudia filium)[17]
- Margherita di Savoia (1420 – 1479), citata nel testamento del padre (dominam Margaritam Reginam Siciliæ et Jerusalem)[17], andata sposa:
  1. nel 1432 a Luigi III (1403 – 1434), duca d'Angiò e conte di Provenza e re titolare di Sicilia e di Gerusalemme[15]
  2. nel 1444 a Ludovico IV del Palatinato (1424 – 1449), principe elettore del Palatinato[20]
  3. nel 1453 a Ulrico V (1413 – 1480), Conte di Württemberg[19].

## Ascendenza
|                                             |                  |                           | Genitori                  |  |  | Nonni |  |  | Bisnonni              |  |  | Trisnonni       |  |
|                                             |                  |                           |                           |  |  |       |  |  | Filippo VI di Francia |  |  | Carlo di Valois |  |
|                                             |                  |                           |                           |  |  |       |  |  | Filippo VI di Francia |  |  | Carlo di Valois |  |
|                                             |                  | Margherita d'Angiò        |                           |  |  |       |  |  | Filippo VI di Francia |  |  |                 |  |
| Giovanni II di Francia                      |                  |                           |                           |  |  |       |  |  | Filippo VI di Francia |  |  |                 |  |
|                                             |                  | Giovanna di Borgogna      | Roberto II di Borgogna    |  |  |       |  |  |                       |  |  |                 |  |
|                                             |                  | Giovanna di Borgogna      | Roberto II di Borgogna    |  |  |       |  |  |                       |  |  |                 |  |
|                                             |                  | Giovanna di Borgogna      | Agnese di Francia         |  |  |       |  |  |                       |  |  |                 |  |
| Filippo II di Borgogna                      |                  | Giovanna di Borgogna      |                           |  |  |       |  |  |                       |  |  |                 |  |
|                                             |                  | Giovanni I di Lussemburgo | Enrico VII di Lussemburgo |  |  |       |  |  |                       |  |  |                 |  |
|                                             |                  | Giovanni I di Lussemburgo | Enrico VII di Lussemburgo |  |  |       |  |  |                       |  |  |                 |  |
|                                             |                  | Giovanni I di Lussemburgo | Margherita di Brabante    |  |  |       |  |  |                       |  |  |                 |  |
| Bona di Lussemburgo                         |                  | Giovanni I di Lussemburgo |                           |  |  |       |  |  |                       |  |  |                 |  |
|                                             |                  | Elisabetta di Boemia      | Venceslao II di Boemia    |  |  |       |  |  |                       |  |  |                 |  |
|                                             |                  | Elisabetta di Boemia      | Venceslao II di Boemia    |  |  |       |  |  |                       |  |  |                 |  |
|                                             |                  | Elisabetta di Boemia      | Guta d'Asburgo            |  |  |       |  |  |                       |  |  |                 |  |
| Maria di Borgogna                           |                  | Elisabetta di Boemia      |                           |  |  |       |  |  |                       |  |  |                 |  |
|                                             | Luigi I di Crécy | Luigi I di Nevers         |                           |  |  |       |  |  |                       |  |  |                 |  |
|                                             | Luigi I di Crécy | Luigi I di Nevers         |                           |  |  |       |  |  |                       |  |  |                 |  |
|                                             | Luigi I di Crécy | Giovanna di Rethel        |                           |  |  |       |  |  |                       |  |  |                 |  |
| Luigi II di Fiandra                         | Luigi I di Crécy |                           |                           |  |  |       |  |  |                       |  |  |                 |  |
|                                             |                  | Margherita I di Borgogna  | Filippo V di Francia      |  |  |       |  |  |                       |  |  |                 |  |
|                                             |                  | Margherita I di Borgogna  | Filippo V di Francia      |  |  |       |  |  |                       |  |  |                 |  |
|                                             |                  | Margherita I di Borgogna  | Giovanna II di Borgogna   |  |  |       |  |  |                       |  |  |                 |  |
| Margherita III delle Fiandre                |                  | Margherita I di Borgogna  |                           |  |  |       |  |  |                       |  |  |                 |  |
|                                             |                  | Giovanni III del Brabante | Giovanni II di Brabante   |  |  |       |  |  |                       |  |  |                 |  |
|                                             |                  | Giovanni III del Brabante | Giovanni II di Brabante   |  |  |       |  |  |                       |  |  |                 |  |
|                                             |                  | Giovanni III del Brabante | Margherita d'Inghilterra  |  |  |       |  |  |                       |  |  |                 |  |
| Margherita di Brabante, contessa di Fiandra |                  | Giovanni III del Brabante |                           |  |  |       |  |  |                       |  |  |                 |  |
|                                             |                  | Maria d'Évreux            | Luigi d'Évreux            |  |  |       |  |  |                       |  |  |                 |  |
|                                             |                  | Maria d'Évreux            | Luigi d'Évreux            |  |  |       |  |  |                       |  |  |                 |  |
|                                             |                  | Maria d'Évreux            | Margherita d'Artois       |  |  |       |  |  |                       |  |  |                 |  |
|                                             |                  | Maria d'Évreux            |                           |  |  |       |  |  |                       |  |  |                 |  |

### Fonti primarie
- (LA)  Monumenta Germaniae Historica, Scriptores, tomus XXV.
- (FR)  Histoire généalogique et chronologique de la maison royale de France, tomus III.
- (FR)  Documens historiques et généalogiques sur les familles et les hommes remarquables du Rouergue.
- (FR)  Chronique parisienne anonyme du XIVe siècle.
- (LA)  Chronique des règnes de Jean II et de Charles V. Tome 2.
- (LA)  (FR)  Preuves de l'Histoire généalogique de la royale maison de Savoie, justifiée par titres, ..par Guichenon, Samuel

### Letteratura storiografica
- (FR)  Histoire généalogique de la royale maison de Savoie, justifiée par titres, ..par Guichenon, Samuel
- (FR)  Histoire de Savoie
- (FR)  Chroniques des ducs de Brabant, composées par Adrian de Barland.
- (FR)  Histoire généalogique des ducs de Bourgogne de la maison de France.
- (FR)  Trophées tant sacrés que profanes du duché de Brabant.